# Viktor Tietz
Viktor Tietz (13. dubna 1859, Rumburk v části Nová Starost (Neusorge) – 8. prosince 1937, Karlovy Vary) byl německý šachista, organizátor šachového života, úředník a místní politik. Od poloviny 90. let 19. století působil v Karlových Varech jako daňový referent, později jako vrchní daňový inspektor. V roce 1899 spoluzakládal Karlovarský šachový klub a dalších třicet let byl jeho prvním předsedou. V letech 1921–1931 byl také prvním předsedou Německého šachového svazu v Československu (Deutsche Schachverein).
Roku 1902 Tietz vystoupil ze státní služby a nadále se věnoval místní politice a především šachu. Sloužil jako člen místního zastupitelstva, městský radní a přednosta okresního zastupitelstva (reprezentoval Německou pokrokovou stranu) a to až do roku 1918, kdy se zapojil do organizování pokusu o odtržení pohraničních oblastí od nově vzniklého Československa. Dne 27. října 1918 byl zvolen předsedou Německé národní okresní rady v Karlových Varech. Dne 12. prosince téhož roku město obsadilo československé vojsko a Tietz s politickým působením nedlouho poté skončil.
Tietzův volný čas náležel šachovému klubu a organizaci šachových turnajů; byl hlavním organizátorem čtyř velkých karlovarských šachových turnajů v letech 1907, 1911, 1923 a 1929, kterých se účastnili nejlepší šachoví mistři své doby (Alexandr Aljechin, José Raúl Capablanca, Max Euwe, Věra Menčíková). Tietz organizoval také různé lokální šachové soutěže, působil jako šachový rozhodčí a člen různých šachových organizačních výborů a komisí.
Na přelomu 20. a 30. let 20. století Tietze postihla oční choroba, kvůli které se posléze úplně stáhl z veřejného i šachového života. Dožil ve svém domě "Kaunitz" na dnešní Třídě TGM v Karlových Varech. Zemřel na následky záchvatu mozkové mrtvice dne 8. prosince 1937.